# International Music Award
Der International Music Award war ein Musikpreis des Axel Springer Mediahouse Berlin. Er wurde am 22. November 2019 in der Verti Music Hall in Berlin vom Rolling Stone präsentiert. Es wurden Künstler geehrt, die Haltung und Innovationskraft beweisen und damit die Sounds von morgen prägen. Der IMA wurde in neun Kategorien verliehen. Die Preisträger wurden von einem internationalen Gremium aus Musikern, Künstlern und Journalisten ermittelt.

## Hintergrund
Nach dem Ende des deutschen Musikpreis Echo versuchten mehrere Musikpreise in diese Lücke zu kommen. Der Konzern Axel Springer SE, der unter anderem die Musikzeitschriften Musikexpress und Metal Hammer herausgibt, gab das Konzept an den deutschen Ableger des Rolling Stone. Ziel war es, entgegen der Vergabekriterien des Echos, keinen kommerziellen Award zu schaffen, der sich über Verkaufszahlen definierte, sondern auf künstlerische Kriterien einzugehen. Die Jury sollte ihr Augenmerk auf „Leidenschaft, Haltung und Innovation“ richten. Auch auf Genrezuschreibungen wurde verzichtet. Zudem wurde ein feministischer Ansatz gewählt und auf Geschlechterzuschreibungen verzichtet. Bei den Nominierungen und Auftritten wurde auf eine ausgewogene Geschlechterverteilung geachtet.

## Auswahlgremium, Jury
Der IMA wurde von einem Panel und einem Board kuratiert. Zum Auswahl-Gremium gehörten internationale wie nationale Künstler und Fachjournalisten. Im Auswahlgremium 2019 waren mit dabei: Liam Gallagher, Charli XCX, Adam Green, Joy Denalane, Chilly Gonzales, Joan As Police Woman, SOHN, Benjamin von Stuckrad-Barre, Lianne La Havas, Cro, Frank Spilker, Sarah Farina, Carl Craig, Bonaparte, Drangsal, Meret Becker, Rufus Wainwright, Faber, Mille Petrozza und Malakoff Kowalski. Sie wählten Künstler in den sechs Kategorien „Commitment“, „Style“, „Future“, „Sound“, „Visuals“ und „Beginner“ auf die jeweilige Shortlist. Zusätzlich gab es in der Kategorie „Performance“ ein offenes Publikumsvoting sowie einen „Hero“-Preis für das Lebenswerk.
Grundlage der Auswahl der Preisträger waren eine Longlist für jede Kategorie, die von Redaktionen von Musikexpress, Metal Hammer und Rolling Stone erstellt wurden. Aus den acht Künstlern, die pro Kategorie auf der jeweiligen Longlist standen, wählte das Gremium jeweils drei aus. Die somit nominierten Künstler bildeten dann die Shortlists, aus denen die aus internationalen Journalisten gebildete Jury die Preisträger ermittelte.

## Preiskategorien
- Future: Auszeichnung für zukunftsweisende Idee eines Musikers, Produzenten oder Popkünstlers
- Commitment: Würdigung eines besonderen gesellschaftlichen oder sozialem Engagement
- Sound: Wichtigste Tracks und Alben des Jahres
- Visuals: Würdigung einer herausragenden Leistung im Bereich Video, Bühnenshow, Coverkunst oder Effekte
- Beginner: Beste Newcomer
- Style: Originellster oder einflussreichster Style
- Hero: Auszeichnung der Lebensleistung einer Künstlerin oder eines Künstlers[1]
- Performance: Publikumspreis, über den online abgestimmt wird. Die besten Live-Acts des Jahres stehen auf der Website zur Wahl.[1]
- Courage: für gesellschaftliches Engagement

## Preisverleihung
Produzent der Show war Redseven Entertainment, eine Tochter der ProSiebenSat.1 Group, die Münchner Agentur Pacific verantwortete die Artist Relations. Ansprechpartner für die Presse war die Berliner Kommunikationsagentur Kruger Media.
Die Preisträger der ersten Veranstaltung wurden am 22. November 2019 bekannt gegeben. Die Veranstaltung wurde von Billy Porter und Toni Garrn moderiert. Die Preisträger waren wie folgt (Nominierte in Klammern):
- Future: Holly Herndon (Rosalía, Noname)
- Commitment: Slowthai (Lykke Li, Chance the Rapper)
- Sound: Anna Calvi (Solange, Little Simz)
- Visuals: Tierra Whack (James Blake, FKA Twigs)
- Beginner: Billie Eilish (Jorja Smith, King Princess)
- Style: Lizzo (Mykki Blanco, Sade)
- Performance: Rammstein (Muse, Slayer)[7]
- Courage: Udo Lindenberg
- Hero: Sting

Neben der Verleihung gab es auch musikalische Darbietungen. Live traten auf: Anna Calvi mit ihrem Song As a Man, Peaches mit Rammsteins Du hast – die Band selbst blieb der Veranstaltung fern –, Holly Herndon mit Fear, Uncertainty, Doubt und die K-Pop-Stars The Rose mit Baby. Lola von Iggy Azalea  und Alice Chater hatte seine Premiere. Max Herre sang mit Joy Denalane seine Songs Dunkles Kapitel und Das Wenigste, später kam er noch einmal mit dem Lindenberg-Song Mädchen aus Ostberlin. Billy Porter spielte Love Yourself, Rea Garvey, der den Award an Slowthai vergab, coverte Sunday Bloody Sunday von U2. Christine and the Queens trat mit Girlfriend auf. Udo Lindenberg bedankte sich mit Niemals dran gezweifelt, während Sting mit If You Love Somebody Set Them Free und So Lonely den Abend ausklingen ließ.

## Rezeption
Kritisiert wurde der Award zum einen durch die Ausrichtung durch den Axel-Springer-Verlag. Auf Diffus schrieb die Redaktion bereits vor der Veranstaltung, dass man den Award nicht wirklich brauche und kritisierte insbesondere die Rolle der Bild. „Die wesentliche Berichterstattung und damit verbundene Publikums-Akquise, aber auch die Jury-Besetzung finden nicht statt, ohne auf die Ressourcen von Bild-Zeitung und Welt zurückzugreifen. Wie sehr also können Diversität und Haltung dem IMA zugrunde liegen, wenn die wesentliche Aufmerksamkeit doch durch ein Medium erzeugt wird, das seine Reichweite sonst nicht zu selten dafür nutzt, um Vorurteile gegenüber Minderheiten zu schüren?“ Viele der guten Ansätze waren nach Meinung der Kritiker vor allem Marketing-Tools, um den angeschlagenen Musikzeitschriftenmarkt etwas Auftrieb zu verschaffen.
Im Spiegel schrieb Felix Bayer: „Ja, es gab unterhaltsame Momente, aber die Frage, was dieser Preis denn eigentlich soll, blieb offen. Während sich der 2016 ausgelobte ‚Preis für Popkultur‘ offensiv als Alternative zum Echo positionierte, ist der IMA inhaltlich zwar ein Kontrastprogramm, arbeitet sich aber genauso wie der Echo an der Glamour-Sehnsucht ab. Doch vielleicht muss man sich einfach über jede Party freuen, die gefeiert wird.“ Im Deutschlandfunk resumierte Christoph Möller: „Im kommenden Jahr braucht der Award ein eindeutigeres Profil, damit die Ausgezeichneten wissen, was sie gewinnen, und nicht weiterhin – wie in diesem Jahr – so irritiert und desinteressiert dreinschauen, wenn ihnen eine der leider auch nicht sehr schönen Trophäen überreicht wird.“
Etwas wohlwollender schrieb Stern.de: „Bis auf kleinere technische Schwierigkeiten ein runder Abend.“

## Fortsetzung der Veranstaltung
Der International Music Award sollte jährlich stattfinden. Die Veranstaltung wurde 2020 wegen der COVID-19-Pandemie in Deutschland abgesagt. Angekündigt war eine Fortsetzung 2021, die jedoch nie in die Tat umgesetzt wurde.